# Die Hochstaplerin (1927)
Die Hochstaplerin ist ein deutscher Stummfilm aus dem Jahre 1927 von Martin Berger mit Ruth Weyher in der Titelrolle. Die Geschichte basiert auf dem Roman Der Fall Gehrsdorf von Hugo Landsberger.

## Handlung
Die falsche Baronin Anka Neruda und ihr Kumpan Torelli, der sich zur Veredelung seiner Gesamtpräsenz ein adeliges „von“ an seinen Nachnamen geheftet hat, sind ein international operierendes Hochstaplerpaar. Als ihr neuestes Opfer haben sie sich den angesehenen Professor Gehrsdorf auserkoren. Anka begibt sich in dessen Sprechstunde und versucht sogleich, den gediegenen Herrn um den Finger zu wickeln. Doch der zeigt ihr die kalte Schulter, denn Gehrsdorf hat längst sein Herz an seine favorisierte Schülerin Edith Bernau verschenkt. Der Professor und Edith haben sich in ein abgelegenes Gebirgsdorf zurückgezogen, um ungestört die wissenschaftliche Abhandlung, an der der Professor seit geraumer Zeit arbeitet, zu beenden. Die falsche Baronin will jedoch nicht so schnell aufgeben und versucht herauszubekommen, wo sich Gehrsdorf mit seiner Herzdame aufhält. Dann reist sie ihrem potenziellen Opfer nach.
Prof. Gehrsdorf ist nicht der einzige Bewerber um Ediths Gunst. Auch der Gutsbesitzer Wothe hat ein Auge auf sie geworfen und wirbt um sie mit ganzer Kraft. Edith, die Wothe von früher kennt, wartet auf ein entscheidendes Wort Gehrsdorfs, um klare Verhältnisse in Sachen beider Liebesbeziehung zu schaffen. Aus falscher Wahrnehmung heraus, der zufolge die eintreffende Hochstaplerin Anka ihren Professor küsst, schnappt Edith ein und erklärt sich Wothe gegenüber bereit, dessen Ehefrau zu werden. Tief getroffen von der spontanen Entscheidung Ediths, verlässt der Professor den Bergort und wird damit zum leichten Spiel der nunmehr konkurrenzlosen Hochstaplerin. Ediths Ehe mit Wothe läuft fast von Anbeginn schlecht, und die enttäuschte Ehefrau sucht Gehrsdorf auf, um diesen um Rat zu bitten. Der sucht daraufhin die Konfrontation mit Wothe. Es kommt zu einer Handgreiflichkeit bei der Gehrsdorf Ediths Gatten ein geladenes Gewehr entreißt. Es fällt ein Schuss, und Wothe sinkt tödlich getroffen zu Boden.
Gehrsdorf glaubt felsenfest daran, dass ihn die Schuld am Tod des Gutsbesitzers trifft. Doch dann tritt eine überraschende Wendung in dieser Angelegenheit ein. Der alte Förster des Ortes hat herausgefunden, dass Wothe eine Affäre mit seiner Frau begonnen hatte und wollte ihn aus diesem Grunde aus dem Weg schaffen. Gehrsdorf und Edith kommen daraufhin wieder zusammen und kehren aus dem Gebirge in die Stadt zurück. Derweil haben die Hochstaplerin und ihr Komplize „von“ Torelli Professor Gehrsdorfs guten Namen dafür missbraucht, eine neue Gaunerei zu begehen. Sie wollen sich gerade mit dem Zug ins sichere Ausland absetzen, da trifft sie schließlich die irdische Gerechtigkeit.

## Produktionsnotizen
Die Hochstaplerin entstand im Dezember 1926 und Januar 1927 Jofa-Studio, passierte am 28. Januar 1927 die Filmzensur und wurde im darauf folgenden Monat in Berlins Alhambra-Kino uraufgeführt. Die Länge des mit Jugendverbot belegten Sechsakters betrug 2031 Meter. 
Otto Erdmann und Hans Sohnle gestalteten die Filmbauten. 